# Yashica Electro 35
L’ Electro 35 és una càmera telemètrica fabricada per l'empresa japonesa Yashica des de mitjans de la dècada de 1960 amb una lent acoblada i fixa de 45mm i obertura 1.7. Es tracta de la primera càmera controlada electrònicament, que funcionava principalment en mode automàtic amb prioritat d'obertura. Els altres únics modes de funcionament són flash (1/30) i bulb.

## Història
L’ Electro 35 original va ser introduïda el 1966, i va ser una de les càmeres de 35mm de consum més populars dels anys seixanta i setanta que es va vendre fins al final d'existències cap al 1980.
Té una sabata d'accessoris i accepta velocitats de pel·lícula de 12 a 400 ISO. Els nivells de llum es mesuren mitjançant un fotoresistor de sulfur de cadmi (CdS) alimentat per una bateria de mercuri. L'ajust de velocitat de la pel·lícula no s'implementa electrònicament; en canvi, un senzill diafragma de doble fulla es tanca davant del sensor de llum a mesura que es redueix la velocitat de la pel·lícula. L'electrònica de mesurament de la llum funciona acumulant el nivell de llum mesurat i deixant anar l'obturador només quan ha determinat que ha caigut prou llum sobre la pel·lícula. Aquest sistema permet que la velocitat de l'obturador sigui completament inferior a uns passos i que s'adapti als nivells de llum canviants. Les SLR esperarien molts anys per obtenir una capacitat similar amb la mesura fora de la pel·lícula. El sistema de mesura pot mantenir l'obturador obert fins a 30 segons. Sense una bateria per alimentar el mesurador, l’obturador predomina la velocitat màxima d'1/500 de segon.
L’Electro 35 G es va introduir el 1968 amb canvis en gran manera cosmètics. El rang de velocitats de pel·lícula útils es va ampliar fins a 500 ISO L'objectiu va ser etiquetat com a "Color Yashinon" per assegurar al públic comprador, es va corregir el color en un moment en què l'ús de la pel·lícula en color creixia ràpidament.
L’Electro 35 GT es va llançar el 1969 amb una carrosseria pintada de negre en lloc d’un acabat cromat setinat.
L’Electro 35 GS i el GT es van introduir el 1970. Aquest model (i tots els posteriors Electro 35 de) tenen contactes elèctrics interns d'or xapat per evitar l'oxidació d'obstaculitzar el flux d'electricitat al voltant dels circuits. El rang de velocitats de pel·lícula útils es va duplicar fins a oscil·lar entre 25 i 1000 ISO.
L’Electro 35 GSN (crom setinat) i el GTN (negre) es van introduir el 1973. El canvi més important d’aquestes càmeres va ser l’addició d’una sabata calenta mentre es mantenia el sòcol del PC.
|                | Dates     | ISO      | Sabata calenta |
| -------------- | --------- | -------- | -------------- |
| Electro 35     | 1966-1968 | 12-500   | NO             |
| Electro 35 G   | 1968-1970 | 12-500   | NO             |
| Electro 35 GT  | 1969-1970 | 12-500   | NO             |
| Electro 35 GT  | 1970-1973 | 25-1,000 | NO             |
| Electro 35 GS  | 1970-1973 | 25-1,000 | NO             |
| Electro 35 GSN | 1973-1977 | 25-1,000 | NO             |
| Electro 35 GTN | 1973-1977 | 25-1,000 | NO             |

## Ús actual
Amb la cura adequada, encara es pot utilitzar una Electro 35. No obstant això, hi ha una sèrie de problemes.
Part del mecanisme intern consisteix en un control lliscant de molla que opera un conjunt de punts d’interruptor. A mesura que s’activa la palanca d’avanç de pel·lícula, aquest control lliscant dispara fins a la seva posició original i colpeja un petit coixinet de goma a la part superior. Amb el pas del temps, aquesta goma es degenera i impedeix el correcte funcionament (intern) de la càmera, en particular els seus circuits de mesura. Per solucionar-ho cal desmuntar la càmera perquè es pugui substituir aquest coixinet.

### Bateria de mercuri
L’Electro 35 va ser dissenyada per funcionar amb una bateria de mercuri de 5,6 V, però es va prohibir a causa de problemes ambientals. No obstant això, es pot utilitzar una bateria alcalina de 6V (PX28A o 4LR44), amb un adaptador.

### Segells lleugers
Com moltes càmeres antigues, el segellat original d'escuma per a la llum del voltant del compartiment de la pel·lícula acaba trencant-se i causant fuites de llum. El segellat per això és bastant fàcils de substituir.

## Retrat al cinema
A The Amazing Spider-Man (2012), Peter Parker es mostra amb un Yashica Electro 35 a la primera meitat de la pel·lícula.